# Espui
Espui, de vegades grafiat Espuig, és un poble de la Vall Fosca, pertanyent al municipi de la Torre de Cabdella. Està constituït en entitat municipal descentralitzada juntament amb els nuclis d'Aiguabella, Cabdella i el poble de la Torre de Cabdella.

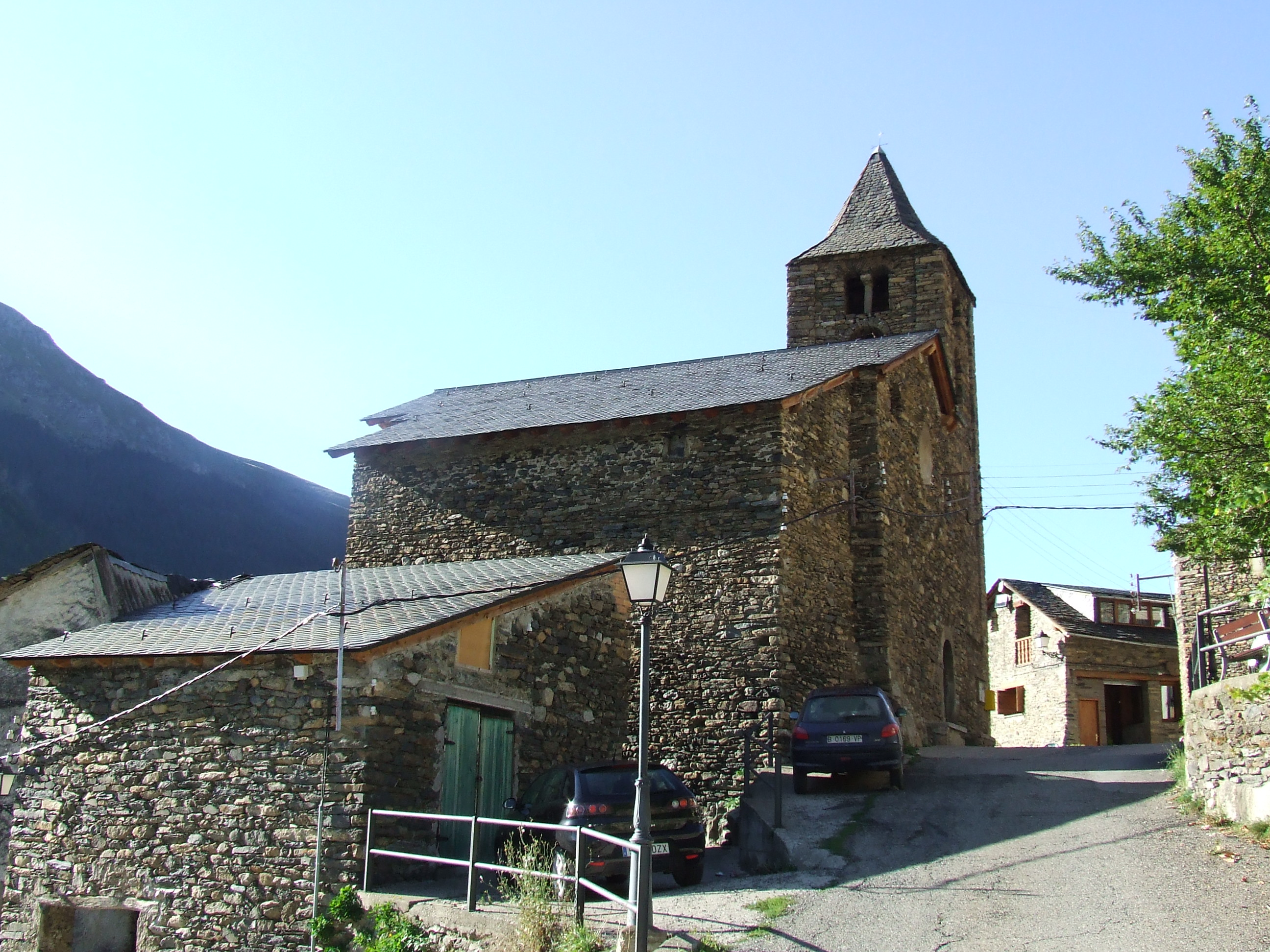
Sant Julià d'Espui

Està situat en el terç septentrional del terme municipal, a la dreta del Flamisell, una mica enlairat damunt del riu i de la carretera. És 3,5 km al nord del cap de municipi, i s'hi accedeix des de la carretera L-503. Del punt quilomètric 17,5 surt cap a ponent una curta pista asfaltada que mena al poble en uns 250 metres.
L'any 2019 tenia 68 habitants, i 160 en el total de l'entitat municipal descentralitzada.
L'església parroquial d'Espui és romànica: Sant Julià d'Espui. A més, a prop del poble hi ha també l'ermita de Santa Maria o Mare de Déu de les Neus i a un quilòmetre en línia recta, al sud-sud-oest, hi ha l'ermita de la Mare de Déu de Fa (pronunciat amb la r muda). Aquesta darrera ermita fou reconstruïda el 1892.

## Etimologia
En un primer moment, el territori de Cabdella es componia de tres nuclis de població diferenciats: el primigeni, Capdella, que dona nom al territori, la Torre de Cabdella, on devia haver-hi una torre de guaita o de defensa depenent de Capdella, i el Puig de Capdella (amb l'article salat, propi de la llengua antiga, es Puig de Cabdella. Cal afegir-hi que la pronúncia pallaresa habitualment transforma en i les j i els finals en -ig, tenim que aquest tercer nucli de població es pronunciava es Pui de Capdella. El pas següent en l'evolució és la pèrdua de la segona part del nom, fruit del procés d'independització que degueren sofrir aquests pobles, ja a l'edat mitjana. El pas a es Pui i, per tant, a Espui és molt clar, doncs.
Cal dir, per arrodonir el tema, que la designació de puig implicava l'existència d'un castell, o de la mateixa població encastellada, fortificada o, simplement, closa, cosa que volia dir que era una plaça forta. És un fet que es donà en altres llocs, com, per exemple, el Pui de Segur.

## Història
El castell del lloc, anomenat el Puig de Cabdella, és esmentat des del 1178, en una donació feta per Ramon de Cabdella. Igualment, el 1314 torna a sortir esmentat el lloc, a la visita pastoral dels delegats de l'Arquebisbe de Tarragona, quan es parla de l'església de Sant Julià del Puig de Cabdella.

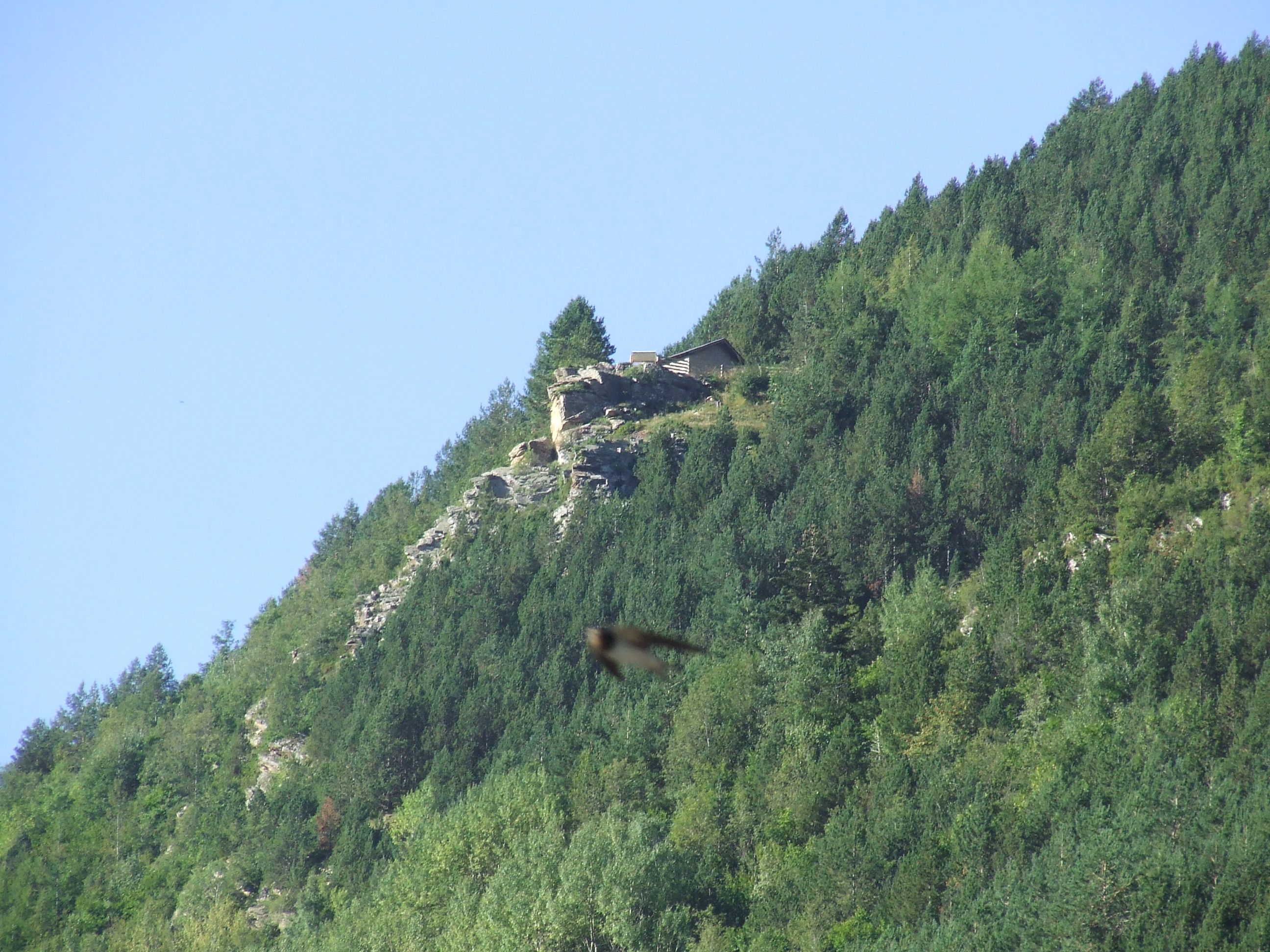
La Mare de Déu del Far

Entre 1812 i el febrer del 1847 Espui i Aiguabella gaudiren, conjuntament, d'ajuntament propi. Es formà a partir de la promulgació de la Constitució de Cadis i el seu desplegament, i fou suprimit, agregant-lo a la Torre de Cabdella, a causa del límit fixat en la llei municipal del 1845 del mínim de 30 veïns (caps de família) indispensables per a mantenir l'ajuntament propi.
Fins a l'extinció dels senyorius (any 1831), Espui pertangué a la baronia d'Erill, després comtat.

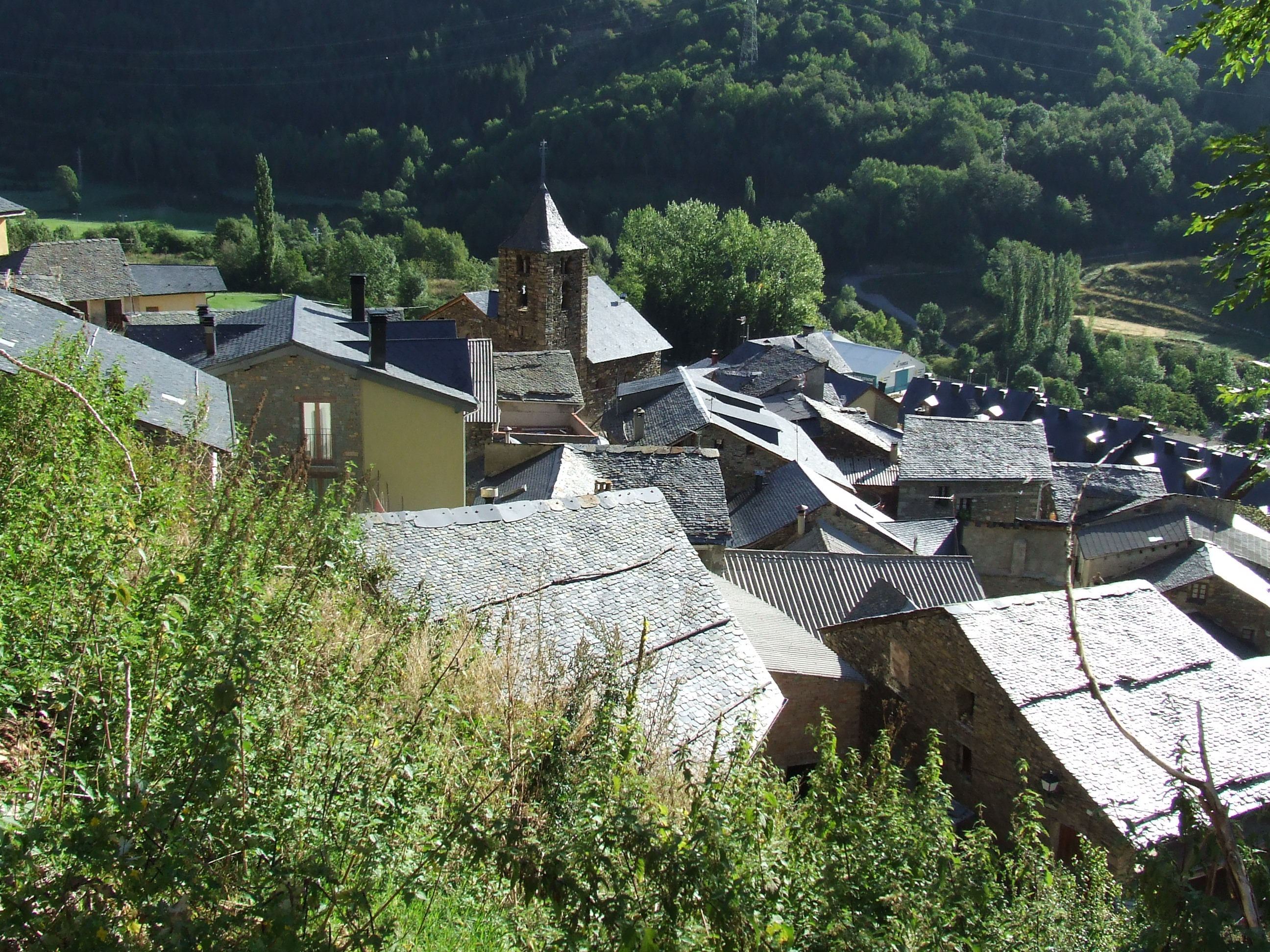
Espui, des del seu extrem sud-oest

Pascual Madoz inclou Espuy en el seu Diccionario geográfico... del 1845. Diu que està situat al marge del riu anomenat Usía, amb exposició a l'oest, entre dues muntanyes que divideixen el riu esmentat, formant una vall anomenada  de Capdellá. Estava combatut principalment pels vents del nord, i el clima és molt fred, propens a malalties inflamatòries i als cadarns. El poble tenia 35 cases i la de l'ajuntament, a més de l'església parroquial. Esmenta que el riu és propens a sortir de mare, posant en perill el poble. El terreny era pedregós en general, de qualitat inferior, tot i que hi ha prats artificials de bona herba.
S'hi produïa blat, sègol, patates i llegums, i s'hi criaven ovelles i vaques, a més d'algunes cabres. S'apreciava molt la llet d'ovella, amb la qual es feien uns formatges excel·lents. Els artesans que els feien n'atribuïen la qualitat a les herbes que hi posaven. Hi havia caça de perdius, llebres i ocells de pas, així com pesca de truites, sobretot als estanys de les muntanyes. Hi havia un molí fariner, i el comerç es basava en l'exportació de truites, patates i llegums i en la importació de vi, arròs, alguns grans i peix. La població era de 25 veïns (caps de família) i 148 ànimes (habitants).
El 1845 Espui tenia 150 habitants, i vers el 1910, segons Ceferí Rocafort (op. cit.), formaven el poble 50 edificis, amb 103 habitants, i fa constar que és el poble més gran del terme.
El 1970 els habitants eren ja només 98, 84 el 1981, 85 el 1994, que es mantenen el 2005.
El 1990 Espui va obtenir una certa independència municipal, en ser declarada entitat municipal descentralitzada.

## Demografia
| 1990 | 1991 | 1994 | 1995 | 1996 | 2001 | 2003 | 2005 |
| ---- | ---- | ---- | ---- | ---- | ---- | ---- | ---- |
| 176  | 190  | 190  | 187  | 181  | 178  | 172  | 179  |

## Festes i tradicions
Les Cobles del Peyrot, el rodamón originari de la Rua que va deixar tot de cobles sobre els pobles pirinencs, parlen d'Espui:
| «                | Les d'Espui i els de Cabdella, no poran ja conllogar., Diu que passen tanta gana que se'ls mor tot lo bestiar. | » |
| — Peyrot, Cobles | |   |

A part de l'esment de les cobles, Espui és dels pobles que han conservat memòria de força tradicions al llarg de l'any, amb Ball pla i Ball de potros igual que la Pobleta de Bellveí. Bellmunt (op. cit.) en parla profusament en el seu llibre.
Jaume Arnella, també dedica un esment a Espui en el seu Romanço de la Vall Fosca, romanç tradicional de nova creació (1992). Després del fragment dedicat a Pobellà diu:
| «                                         | Ve la Torre de Cabdella, Aiguabella i la Central, Espui, i a dalt de tot queda Cabdella, que és el més alt. | » |
| — Jaume Arnella, Romanço de la Vall Fosca | |   |

## Obres relacionades
- BELLMUNT I FIGUERAS, Joan. "Espui", a Pallars Jussà, II. Lleida: Pagès editors, 1997 (Fets, costums i llegendes, 32). ISBN 84-7935-406-2
- CASTILLÓ, Arcadi i LLORET, T. "La Torre de Cabdella", a El Pallars, la Ribagorça i la Llitera. Barcelona: Fundació Enciclopèdia Catalana, 1984 (Gran geografia comarcal de Catalunya, 12). ISBN 84-85194-47-0
- GAVÍN, Josep M. Pallars Jussà. Barcelona: Arxiu Gavín, 1981 (Inventari d'esglésies,8). ISBN 84-85180-25-9
- Iglésies, Josep. El Fogatge de 1553. Estudi i transcripció. II.  Barcelona: Fundació Salvador Vives Casajoana, 1981. ISBN 84-232-0189-9.
- MADOZ, Pascual. Diccionario geográfico-estadístico-histórico de España y sus posesiones de Ultramar. Madrid: Establecimiento Literario-Tipográfico, 1845. Edició facsímil Articles sobre El Principat de Catalunya, Andorra i zona de parla catalana del Regne d'Aragó al <<Diccionario geográfico-estadístico-histórico de España y sus posesiones de Ultramar>> de Pascual Madoz. V. 1. Barcelona: Curial, 1985. ISBN 84-7256-256-5
- ROCAFORT, Ceferí. "Provincia de Lleyda", a Geografia general de Catalunya dirigida per Francesch Carreras y Candi. Barcelona: Establiment Editorial d'Albert Martín, després del 1900.